# Conte malgache
Le conte malagache, dénommé Angano ou Arira, est un genre de récit oral populaire à Madagascar populaire.
Ils étaient historiquement utilisés à des fins éducatives pour les jeunes générations. Aussi, par le biais de ces instruments, les anciens apprennent aux jeunes des valeurs de vie et transmet la culture du pays. Les « Angano » constitue une source de connaissance du monde et de l'environnement, ils servaient surtout à procurer un état d'esprit logique tout en favorisant les imaginaires.
Le Angano commence généralement par la phrase introductive « Indray andro hono » littéralment « Il était une fois ».
Elles font partie avec les énigmes, les devinettes et les chants traditionnels de la richesse de l'art oratoire du pays et de la tradition malgache.
Les auteurs contemporains puisent souvent dans ce riche patrimoine mythologique pour créer des œuvres littéraires qui reflètent les défis actuels de la société malgache. Ces récits modernes adaptent les enseignements des mythes pour commenter des sujets d’actualité, créant ainsi un pont entre le passé et le présent.
Entre 1655 et 1976, 850 contes ont été collectés et publiés en traduction française ou anglaise, avec ou sans textes malgaches.
Parmi les plus célèbres sont les mythes d'Ibonia et ceux d'Imaitsoanala ou Imbolamasoandro.

## Publication associées
- « Ifaramalemy sy Ikotobekibo, l'immortel conte malgache », sur voyagemadagascar.com, 27 mars 2020

- « Littérature - Fukazawa conte les « Angano Malagasy » », sur lexpress.mg, 25 février 2017

- « Contes et légendes de Madagascar : les personnages », sur randriamialy.mondoblog.org, 8 juillet 2014

- « Angano Sy Tantara », sur kilonga.wordpress.com

- Robert Jaovelo-Dzao, Mythes, rites et transes à Madagascar, Karthala Elditions, 1er janvier 1996, 391 p. (ISBN 9782865376667, lire en ligne)

- François Noiret, Mythe d'Ibonia le grand Prince (Madagascar), Karthala Editions, 1er mars 2008, 490 p. (ISBN 9782811151065, lire en ligne)

## Vidéo
[vidéo] « Songomby, la créature hybride des légendes de Madagascar (Mythologie Malgache) », sur YouTube